# ダリア・マリギナ
ダリア・マリギナ（Дарья Малыгина、1994年4月4日 - ）は、ロシアの女子バレーボール選手。元ロシア代表。

## 来歴
2013年、ロシアリーグの強豪ディナモ・カザンに入団し、プロとしてのキャリアをスタートさせる。2015年、ザレチエ・オジンツォボへ移籍。2016年、ロシア代表に初選出され、同年8月のリオ五輪に出場した。

## 球歴
- オリンピック - 2016年
- 世界選手権 - 2018年
- ワールドグランプリ - 2016年

## 所属クラブ
- ディナモ・カザン（2013-2015年）
- ザレチエ・オジンツォボ（2015-2017年）
- ディナモ・カザン（2017-2019年）
- サハリン（2019-2020年）
- Tulitsa Tula（2020-2022年）
- Dinamo-Metar（2022-2023年）
- レニングラードカ・サンクトペテルブルク（2023年-）